# Chiesa dei Santi Bernardo e Biagio
La chiesa dei Santi Bernardo e Biagio nota anche come chiesa di Santa Marta delle Ossa era una piccola chiesa di Milano che sorgeva a fianco della Basilica di San Babila fra le attuali piazza San Babila e Corso Venezia. L'edificio era parte di un nucleo sacro originario costituito dall'oratorio di Santa Marta, da due cimiteri, una cappelletta dei morti, la chiesa di San Babile e quella di San Romano.

## Storia
La chiesa fu fondata il 4 marzo 1344 da Zonfredo da Castano, prevosto di Bollate e canonico del Capitolo Maggiore Metropolitano di Milano. Per molto tempo fu conosciuta come San Biagio ma a partire dal XV secolo, in seguito all'ampliamento o a una fusione con una chiesa vicina anche come Santa Marta delle Ossa. 
Nel 1721 fu ristrutturata e abbellita dai Disciplini, che la reggevano.

## Architettura

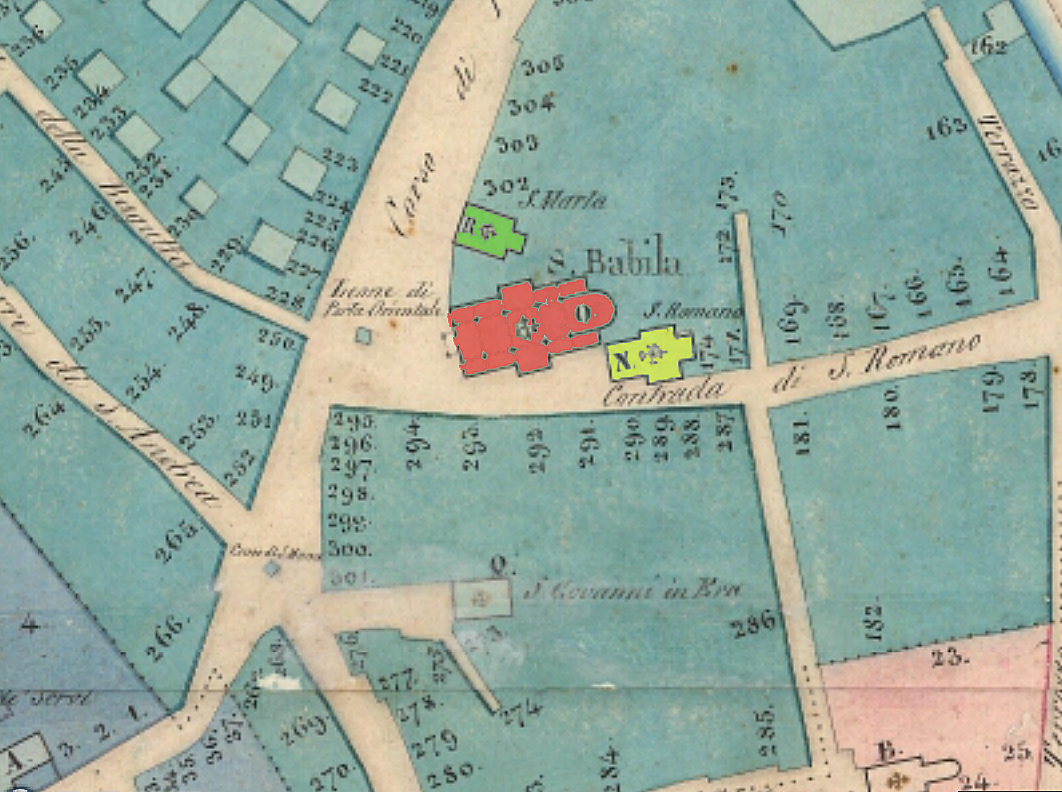
Catasto Teresiano del 1751: in verde la chiesa di Santa Marta.

La chiesa era costituita da una sola navata. All'ingresso, sulla destra, vicino all'acquasantiera, era posta una lapide marmorea a memoria della fondazione e della ristrutturazione della chiesa. Con la ristrutturazione del 1720 furono aggiunti alle pareti quattordici quadri raffiguranti la vita di Santa Marta, dipinti da vari pittori del XVIII secolo: Santa Marta genuflessa ai piedi di Cristo di Tommaso Formenti, la sua conversione e la consegna degli abiti superflui alla sorella del Caimo, Marta nella casa del fariseo di Giuseppe Antonio Pianca, la Risurrezione di Lazzaro di Girolamo Banfi, Marta adorante Gesù risorto di Marco Antonio Melani, Marta che conduce la sorella penitente a riverire la Vergine di Cristoforo Giussani, Marta che resuscita un morto affogato di Anton Maria Ruggeri, Marta che distribuisce i suoi beni ai poveri di Gianantonio Cucchi, Marta in nave con Maria e Lazzaro di Donato Mazzoleni, Marta che lega la Tarasca di Girolamo Banfi, Marta che fonda un monastero e Marta in agonia di Giovanna Duranta e i funerali della santa di Donato Marzolini. Sopra l'altare principale era raffigurato il martirio di San Biagio mentre dietro di esso, nella nicchia principale, si trovava una statua di Cristo flagellato mentre nelle due laterali quelle di San Giuseppe e di San Carlo. Vicino alla chiesa sorgevano i palazzi delle famiglie Arese e Stampa di Montecastello.